# Katastrofa lotu Avensa 358
Katastrofa lotu Avensa 358 – katastrofa lotnicza, która miała miejsce 22 grudnia 1974 roku. McDonnell Douglas DC-9 wenezuelskich linii lotniczych Avensa rozbił się chwilę po starcie z portu lotniczego Maturín w północno-wschodniej Wenezueli. Zginęli wszyscy obecni na pokładzie – 75 osób.

## Samolot
Samolotem, który brał udział w wypadku, był amerykański McDonnell Douglas DC-9 o rejestracji YV-C-AVM, dostarczony do wenezuelskich linii Avensa w 1967 roku.

## Przebieg wypadku
Samolot wystartował z pasa startowego 05 lotniska w Maturín z 69 pasażerami i 6 członkami załogi na pokładzie, udając się do stolicy Wenezueli – Caracas. Zaledwie 4 minuty po starcie, na wysokości 1500 metrów, odrzutowiec wpadł w niekontrolowane nurkowanie i rozbił się na polu ok. 20 km od lotniska. Samolot uległ całkowitemu zniszczeniu, zginęli wszyscy obecni na pokładzie. 

## Przyczyny
Badaniem przyczyn wypadku zajęły się władze wenezuelskie oraz amerykańskie NTSB, jednak nie udało się jednoznacznie ustalić, co spowodowało wejście w nurkowanie. Przypuszcza się jedynie, że mogło być to spowodowane awarią steru wysokości.